# Mind as Judgment
《mind as Judgment》（マインド・アズ・ジャッジメント）於2009年7月22日發行，是飛蘭首次個人登台的單曲。

## 概要
- 2009年《Animelo Summer Live》第一次出現場的時候唱的曲子。

## 收錄曲
1. mind as Judgment
作詞：畑亞貴、作曲・編曲：上松範康（Elements Garden）
電視動畫《CANAAN》主題歌。
2. 作詞：畑亜貴、作曲：俊龍、編曲：藤田淳平（Elements Garden）
3. mind as Judgment（off vocal）
4. （off vocal）

## 注脚
1. ↑  2009年8月3日付の順位
2. ↑  2009年7月25日付の順位

## 外部連結
- mind as Judgment - 電視動畫《CANAAN》 - 飛蘭  Lantis web site （页面存档备份，存于）
- TOKYO MX ＊動畫　「CANAAN」 （页面存档备份，存于）